# هواروی شخصی

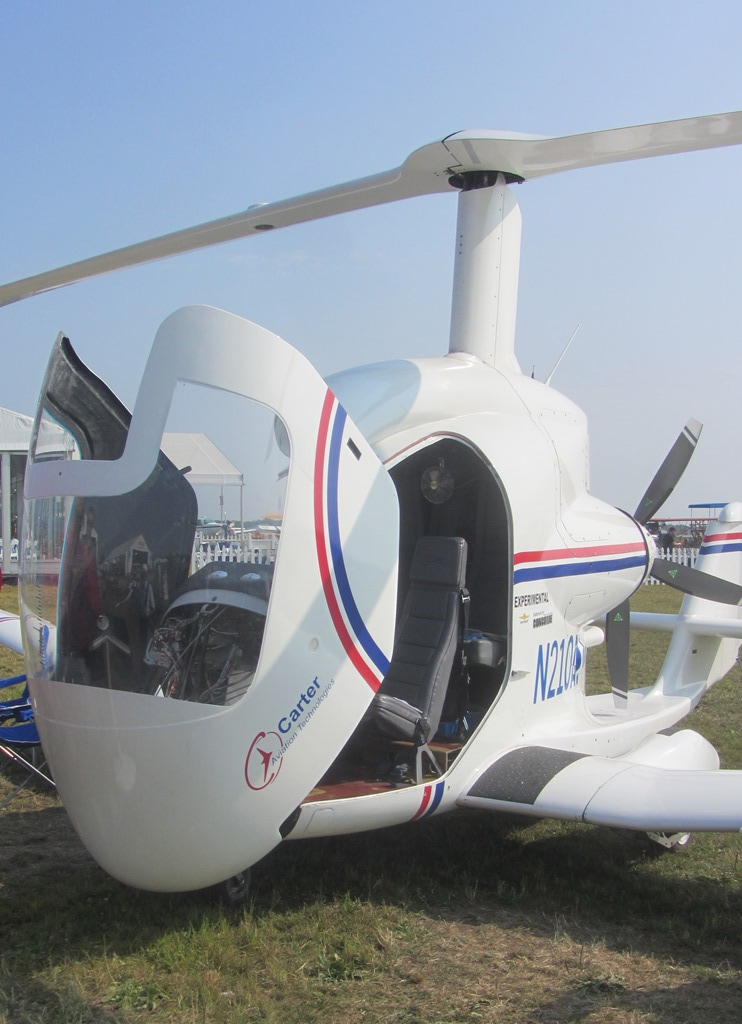
نمایی از یک هواروی شخصی (Carter PAV) - ۲۰۱۴

هواروی شخصی (انگلیسی: Personal air vehicle) یک وسیله نقلیه هوایی شخصی یا PAV، یک خودروی هوایی شخصی، یک بازار هوایی نوظهور است که خدمات هوایی تقاضا را فراهم می‌کند. این عبارت اولین بار توسط ناسا در سال ۲۰۰۳ زمانی که پروژه بخش خودروی شخصی را تأسیس کرد، به عنوان بخشی از برنامه سیستم‌های موتور هواپیما مورد استفاده قرار گرفت.